# Sammir
Jorge Sammir Cruz Campos, född 23 april 1987 i Itabuna, Brasilien, mer känd som endast Sammir, är en brasilien-född kroatisk fotbollsspelare som spelar för Lokomotiva. Han har under sin karriär spelat för bland annat kroatiska Dinamo Zagreb och brasilianska Atlético Paranaense. 

## Meriter
- Kroatiska ligan (5): 2006/2007, 2007/2008, 2008/2009, 2009/2010, 2010/2011
- Kroatiska cupen (4): 2006/2007, 2007/2008, 2008/2009, 2010/2011
- Kroatiska supercupen (1): 2010